# Тязів

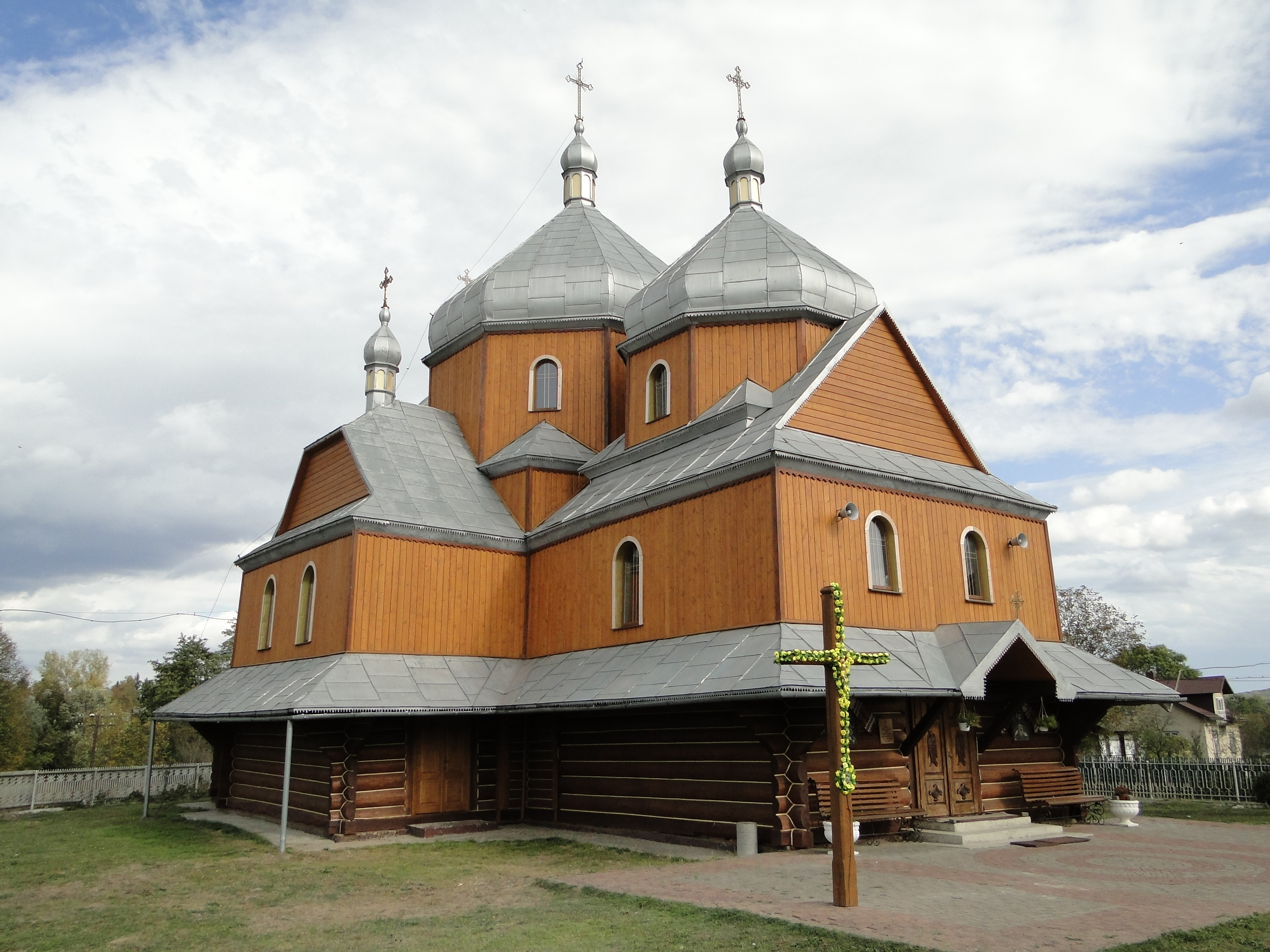
Відновлена церква Святого Архистратига Михаїла с. Тязів сьогодні... Фото: Олег Шкрумида

Тя́зів — село в Україні, у Ямницькій сільській громаді Івано-Франківського району Івано-Франківської області

## Історія
На території села знайдено крем’яні знаряддя праці доби міді-бронзи. Жителі Тязева брали участь у визвольній боротьбі 1648 року. Після відступу військ Б. Хмельницького село спустошила польська шляхта.
Після окупації Польщею Західноукраїнської Народної республіки в 1919 році село було сільською ґміною Станиславівського повіту Станиславівського воєводства, після укрупнення ґмін 1 серпня 1934 року село належало до гміни Боднарів, а з 15 липня 1935 року підлягало також постерунку поліції в Боднарові.
У 2017 році відбувались святкування 795-річчя села.

### Церква архангела Михаїла

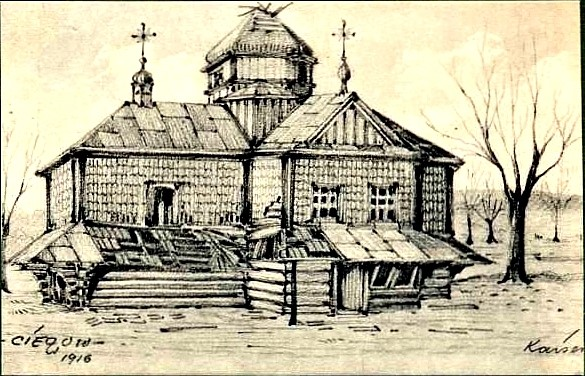
Церква арх. Михаїла (1854 р.), в стані руйнації під час Першої світової війни. Рисунок 1916 р.

Одноверха дерев’яна церква архангела Михаїла, зведена 1854 року, в ході Першої світової війни була пошкоджена — знищено баню, розбиті вікна і пообдирані піддашшя. В подальшому перебігу воєнних дій вона була повністю зруйнована. На її місці спочатку збудували тимчасову каплицю, а в 1938 році — нову дерев’яну церкву.

## Населення

### Мова
Розподіл населення за рідною мовою за даними перепису 2001 року:
| Мова       | Кількість | Відсоток |
| ---------- | --------- | -------- |
| українська | 1230      | 99.68%   |
| російська  | 4         | 0.32%    |
| Усього     | 1234      | 100%     |

## Народилися
- Дорошенко Василь Володимирович (1995—2023) — старший солдат Збройних сил України, учасник російсько-української війни, пластун.
- Станіслав Потоцький — військовий і політичний діяч Речі Посполитої, меценат, шляхтич з роду Потоцьких.[5]
- Володимир Посацький «Коник», «Журба» (1919 — 9.04.1946, Тязів) — хорунжий, сотенний другої сотні старшинської школи «Олені»[6].
- Литвинець Микола Костянтинович «Комар» (22.05.1923 — 3.02.1951, с. Ангелівка Долинського р-ну Івано-франківської обл.) — командир рою куреня «Дзвони» (1945—1946), член охорони курінного Володимира Чав'яка — «Чорноти» (1946 — 08.1947), старший вістун (1.01.1947) УПА; відзначений Золотим хрестом бойової заслуги 1-го класу (20.07.1950)[7].
- Петраш Михайло «Явір» — український військовий діяч, поручник Української повстанської армії, командир сотні «Стріла», лицар Бронзового Хреста Заслуги.

## Важливі події в історії села
- В 2019 році активна та освічена громадськість виступила проти спроб керівництва Ямницької ОТГ знести споруду місцевої автобусної зупинки із зображенням козака Мамая. Зупинка була зведена у 1971 році і митці й активісти пояснювали, що це витвір лауреатів Шевченківської премії — художників Богдана Сороки, Володимира Патика та Миколи Андрущенка.[8]
- На початку 2020 року  світ побачила перша книга про історію села під назвою «Тязів. Пам'ять серця» авторства Ірини Садули та Тетяни Зарецької. Консультантом проєкту став історик, провідний науковий співробітник  Івано-Франківського обласного музею  визвольної  боротьби ім. Степана Бандери Петро Ганцюк.
- Презентація видання  з великим успіхом  відбулася 1 березня 2020 року у стінах Будинку культури с. Тязів. Книга побачила світ у видавництві «Нова зоря» (м. Івано-Франківськ), завдяки підтримці голови громади Романа Крутого в рамках проєкту бюджету участі громад 2019 року (проєкт Ірини Садули «Книгам про Тязів бути» від Ямницької ОТГ) і вийшла накладом 336 примірників. Також був невеликий додрук (65 штук) за сприяння депутата Ямницької ОТГ Ігоря Литвинця.
- Того дня вперше в Тязеві відбулася ще одна знаменна подія: вручення найвищих повстанських нагород родичам героїв. Церемонію провадив дослідник українського визвольного руху, документаліст, автор і упорядник дев’яти книг про УПА Дмитро Проданик. Дмитро Орестович є також одним з координаторів Проєкту по вшануванню пам’яті нагороджених Лицарів ОУН і УПА. Золотим Хрестом бойової заслуги І класу свого часу нагороджено «Комара» – Миколу Литвинця, зараз нагороду отримав його внучатий племінник, тязівчанин Василь Гресько. А Бронзовий Хрест бойової заслуги командира «Явора» – Михайла Петраша було передано його внуку, пану Оресту Маланюку.
- Окрім книги, авторки книги підготували для тязівчан цікаві закладки, календарі, і листівки «Тязів. Минувшина в листівках», де під однією обкладинкою розмістилися десять цікавих найдавніших світлин Тязева. Авторки також встигли побувати із книгою на двох прямих ефірах – каналі UA. Карпати у програмі «Карпатський ранок» та «7 поверх», що на телебаченні «Галичина».